# Lullington (Derbyshire)
Lullington – wieś w Anglii, w hrabstwie Derbyshire, w dystrykcie South Derbyshire. Leży 26 km na południowy zachód od miasta Derby i 169 km na północny zachód od Londynu.